# Beringov otok
Beringov otok (ruski: О́стров Бе́ринга) najveći je otok u skupini Komandorskih otoka koji se nalaze u Beringovu moru, istočno od Kamčatke. Pripadaju Rusiji. Površina otoka iznosi 1660 km2. Južni je dio otoka brdovit (najviši vrh iznosi 751 m) i pokriven je tundrom, dok na sjevernome dijelu, koji je pretežno ravan, rastu polarne breze i vrbe. Za kratka ljeta dolazi mnoštvo morskih vidri, tuljana i morževa, koji se ondje legu. Jedino je naselje Nikoljsko (ruski: Нико́льское) koje je 2020. godine imalo 676 stanovnika. Beringov otok nazvan je po danskom pomorcu Vitusu Jonassenu Beringu, koji ga je otkrio i na njemu umro 1741. godine.

## Vanjske poveznice
|  | Zajednički poslužitelj ima još gradiva o temi Beringov otok |

- Беринга остров, Enciklopedijski rječnik Brockhausa i Efrona
- Беринга остров, Velika sovjetska enciklopedija
- БЕ́РИНГА О́СТРОВ  Arhivirana inačica izvorne stranice od 28. listopada 2020. (Wayback Machine), Velika ruska enciklopedija